# Автошлях США 60
Автошлях США 60 (US Route 60 або US Highway 60, US  60) — головна автомагістраль зі сходу на захід Сполучених Штатів, що пролягає 4,273 км від південно-західної Арізони до узбережжя Атлантичного океану у Вірджинії. Східний кінець шосе знаходиться у Вірджинія-Біч, де вона відома як Пасіфік-авеню, у міському курортному районі Оушенфронт на перетині 5-ї вулиці та Вінстон-Салем-авеню. Його початкова західна кінцева станція була в Спрінгфілді, потім її було продовжено до Лос-Анджелеса, але в 1964 році її було скорочено, щоб закінчитися на південний захід від Бренди, на розв’язці з міжштатною автомагістраллю 10 (I-10) після того, як позначення шосе US 60 було видалено з Каліфорнії. I-10 проходила з US 60 від Бомонта, до Арізони, а Каліфорнійська державна дорога 60 (SR 60) замінила US 60 від Лос-Анджелеса до Бомонта.